# Малая Курница
Малая Курница (бел. Малая Курніца) — деревня в Брестском районе Брестской области Белоруссии. Входит в состав Чернавчицкого сельсовета. Находится на расстоянии 2,5 км по автодорогам к югу от центра сельсовета, в 13,5 км по автодорогам к северу от центра Бреста, на автодороге Р-83.

## История
В XIX веке — государственная собственность в Брестском уезде Гродненской губернии, входила в состав имения Курница. По переписи 1897 года — деревня Косичской волости Брестского уезда, 34 двора, хлебозапасный магазин.
После Рижского мирного договора 1921 года — в составе гмины Косичи Брестского повята Полесского воеводства Польши, 12 дворов. С 1939 года — в составе БССР, в 1940 году — 65 дворов.